# Городищенський економічний ліцей
Городищенський економічний ліцей — перший навчальний заклад нового типу в місті Городище, Черкаської області.
Заклад має Всеукраїнський рівень визнання завдяки високим досягненням своїх учнів та випускників (16 переможців ІV етапу Всеукраїнських учнівських олімпіад, 7 стипендіатів Президента України за абсолютну першість на Всеукраїнському етапі олімпіад з економіки, перемоги у Всеукраїнських турнірах юних економістів та юних знавців курсу «Фінансова грамотність»[джерело?]), активності педагогів у різноманітних заходах, конкурсах і проектах (учитель історії ліцею Олена Бурлака — переможець Всеукраїнського конкурсу «Учитель року-2016» в номінації «Історія»[джерело?]); відомий впровадженням сучасних інноваційних методик та педагогічних практик (дослідно-експериментальна діяльність Всеукраїнського рівня за темами: «Впровадження фінансової грамотності у навчально-виховний процес НЗ України» та «Хмарні сервіси в освіті»). У просторі ліцею органічно поєднуються сучасний технологічний підхід до освітнього процесу та гуманістичні підходи до формування особистості ліцеїста.

## Історія закладу
Городищенський економічний ліцей Городищенської районної ради Черкаської області було відкрито рішенням Городищенської районної ради від 14 травня 2003 року №7-20 відповідно до ст.ст. 47, 57 Закону України «Про місцеве самоврядування в Україні», ст. 1 Закону України «Про загальну середню освіту», п.4 Положення про порядок створення, реорганізації та ліквідації навчально-виховних закладів затвердженого Постановою Кабінету Міністрів України № 228 від 5.04.1994 р. (Додаток А).
З пропозицією відкриття ліцею у Городищі виступили відділ освіти Городищенської райдержадміністрації (№663) та постійна комісія з питань освіти, науки, культури, ЗМІ, у справах молоді та спорту, а також районна рада. Відповідно до даного рішення районної ради, а також рішення виконавчого комітету Городищенської міськради від 27 травня 2003 р. було погоджено відкрити ліцей в приміщенні ЗОШ І-ІІІ ступенів №3 м. Городища (Додаток Б). Директором ліцею призначена Надія Григорівна Жуган.
23 липня 2003 року Городищенська районна рада рішенням №8-13 відповідно до ст.ст. 43 і 60 Закону України про місцеве самоврядування в Україні, рішення районної ради від 14.05. 2003 р. № 7-20, розглянувши лист відділу освіти райдержадміністрації від 22.07.2003р. №1056, затвердила Статут Городищенського економічного ліцею.
Рішенням Городищенської районної ради від 23 липня 2003 р. №8-14 дозволено встановлення меншої наповнюваності класів ліцею для поділу на групи при вивченні окремих предметів із 27 учнів до 21 учня.
26 травня 2004 р. директором економічного ліцею Н.Г. Жуган за погодженням із начальником відділу освіти Городищенської райдержадміністрації С.Т. Чабаном було затверджено Правила конкурсного приймання учнів до економічного ліцею м. Городища.
У 2003-2004 навчальному році на основі конкурсного приймання був сформований 1-ий клас (25 учнів) з економічним профілем навчання [джерело?]. Наступного 2004-2005 н.р. – у ліцеї введено 2-ий профіль - правовий ( юридичний),  який  реалізовувався у формі внутрікласної спеціалізації: було створено 2 групи ( група учнів з економічним профілем навчання та група учнів з правовим профілем); за рахунок часткового ущільнення інваріантної складової та використання годин варіативної частини навчального плану. При цьому базове ядро навчальних предметів (27 год.) вивчалися разом усім класом за єдиними навчальними програмами, а частина часу (близько 10 год.) – окремо в групах за програмами відповідних профілів.( наприклад: математику економісти вивчали в обсязі 6 год. на тиждень, а правовики - 3 год. на тиждень, економіку-відповідно 2 та 1 год. на тиждень, група правовиків вивчала курс правознавства та історію України (3 год. на тиждень). Варіативна складова навчального плану теж була поділена відповідно до профілів: окремо по групах вивчались курси за вибором: прикладна економіка, права людини, основи менеджменту, риторика, соціальна психологія та ін. З наступного навчального року і даний час профілі відокремлено, у 2006 році введено допрофільну підготовку (відкрито 8 і 9 проліцейні класи).
З 2003-2004 н. р. ліцей отримав сертифікат членства у Міжнародній програмі розвитку економічної освіти «Джуніор Ечівмент Україна» (з англ. – «Досягнення молоді в Україні»). В рамках програми стала можливою участь учнів ліцею у щорічних Всеукраїнських змаганнях з економічних комп’ютерних ігор  «MESE» (моделювання менеджменту та економічної діяльності) і «Банки в дії» [джерело?].
На першому році роботи ліцею було укладено договір про співпрацю та залучення викладачів Черкаського Національного університету ім. Б. Хмельницького до викладання профільних спецкурсів. Договір про співпрацю продовжено 19 травня 2007р. до 19 травня 2012 р. з метою реалізації неперервної освіти та продовження навчання кращих випускників ліцею в університеті; розвитку навчальних, методичних, наукових і творчих контактів; зміцнення навчально-матеріальної бази обох закладів.

## Педагогічний колектив
- Здоренко Жанна Іванівна - директор, вчитель зарубіжної літератури, спеціаліст вищої категорії., учитель методист
- Бурлака Олена Вікторівна - заступник директора з навчально-виховної роботи, вчитель історії, спеціаліст вищої категорії, учитель - методист, переможець Всеукраїнського конкурсу "Учитель року - 2016"
- Муха Олександр Олександрович - учитель історії та правознавства, спеціаліст вищої категорії, учитель-методист
- Шланчак Наталія Григорівна - учитель української мови та літератури, спеціаліст вищої категорії, вчитель-методист, відмінник освіти України
- Осадча Юлія Петрівна - учитель української мови і літератури, спеціаліст І категорії.
- Гудзь Людмила Володимирівна - учитель математики, спеціаліст вищої категорії, старший учитель
- Марченко Оксана Євгенівна - учитель хімії та біології, спеціаліст вищої категорії, учитель - методист
- Шастун Вікторія Анатоліївна - учитель англійської мови, спеціаліст вищої категорії
- Клепко Ігор Володимирович - учитель фізики та інформатики, спеціаліст вищої категорії, старший учитель
- Щибря Богдан Ігорович - учитель фізичної культури, спеціаліст І категорії
- Маранська Ірина Андріївна - учитель української мови, курсів "Медіакультура","Медіаграмотність",спеціаліст ІІ категорії
- Сотникова Софія Анатоліївна - учитель математики, інформатики, спеціаліст вищої категорії
- Хоменко Лідія Петрівна - учитель психології та основ менеджменту, вища категорія, практичний психолог-методист
- Шастун Володимир Іванович - учитель Захисту Вітчизни, спеціаліст І категорії
- Покась Галина Вікторівна - соціальний педагог., спеціаліст І категорії